# Sini Sanuman
 (avril 2022).
La mise en forme du texte ne suit pas les recommandations de Wikipédia : il faut le « wikifier ».
Les points d'amélioration suivants sont les cas les plus fréquents. Le détail des points à revoir est peut-être précisé sur la page de discussion.
- Les titres sont pré-formatés par le logiciel. Ils ne sont ni en capitales, ni en gras.
- Le texte ne doit pas être écrit en capitales (les noms de famille non plus), ni en gras, ni en italique, ni en « petit »…
- Le gras n'est utilisé que pour surligner le titre de l'article dans l'introduction, une seule fois.
- L'italique est rarement utilisé : mots en langue étrangère, titres d'œuvres, noms de bateaux, etc.
- Les citations ne sont pas en italique mais en corps de texte normal. Elles sont entourées par des guillemets français : « et ».
- Les listes à puces sont à éviter, des paragraphes rédigés étant largement préférés. Les tableaux sont à réserver à la présentation de données structurées (résultats, etc.).
- Les appels de note de bas de page (petits chiffres en exposant, introduits par l'outil «  Source ») sont à placer entre la fin de phrase et le point final[comme ça].
- Les liens internes (vers d'autres articles de Wikipédia) sont à choisir avec parcimonie. Créez des liens vers des articles approfondissant le sujet. Les termes génériques sans rapport avec le sujet sont à éviter, ainsi que les répétitions de liens vers un même terme.
- Les liens externes sont à placer uniquement dans une section « Liens externes », à la fin de l'article. Ces liens sont à choisir avec parcimonie suivant les règles définies. Si un lien sert de source à l'article, son insertion dans le texte est à faire par les notes de bas de page.
- La présentation des références doit suivre les conventions bibliographiques. Il est recommandé d'utiliser les modèles {{Ouvrage}}, {{Chapitre}}, {{Article}}, {{Lien web}} et/ou {{Bibliographie}}. Le mode d'édition visuel peut mettre en forme automatiquement les références.
- Insérer une infobox (cadre d'informations à droite) n'est pas obligatoire pour parachever la mise en page.

Pour une aide détaillée, merci de consulter Aide:Wikification.
Si vous pensez que ces points ont été résolus, vous pouvez retirer ce bandeau et améliorer la mise en forme d'un autre article.
 (avril 2022).
Sini Sanuman est une organisation non gouvernementale (ONG) créée en 2002  à Bamako. Elle réunit 56 associations et est présente sur l'ensemble du territoire malien. Son nom signifie  “un lendemain sain” en Bambara, la langue nationale du Mali. Cette ONG a pour but de lutter contre les violences faites aux femmes et aux enfants, en particulier les mutilations génitales féminines. Cette association réunit des animateurs, des formateurs ainsi que des psychologues dans la lutte contre les violences sexuelles et pour l’autonomisation des femmes.

## Historique
En 2001, une campagne de signature nommé Pacte contre l’excision est lancée à Bamako. Elle vise à réunir des témoignages contre l'excision, et à inciter les citoyens à s’engager à abandonner cette pratique. Cette campagne et cette pétition, lancée en partenariat avec 56 associations dont Amnesty International, Planned Parenthood, le centre Djoblita, ou APDF entend faire pression sur les autorités législatives pour que le droit malien intègre une condamnation des mutilations génitales féminines. En octobre 2007, 30 000 signatures ont été soumises à l’Assemblée Nationale Malienne. En 2010, on compte 50 000 signatures. En mai 2015, 68000 signatures ont été soumises à la Commission parlementaire contre les violences faites aux femmes. 
En 2012, la situation des femmes a empiré à la suite de la révolte menée par le Mouvement national de libération de l'Azawad. Plus de 500 000 Maliens et Maliennes ont été déplacés. Beaucoup  ont fui vers le sud du pays. Sini Sanuman, grâce au soutien financier de l’UNICEF, a orienté en urgence ses actions vers le soutien des femmes déplacées, victimes de viol, ou de violences basées sur le genre (VBG). Plus de 300 femmes ont bénéficié de services médicaux à Bamako.  
En juin 2014, en partenariat avec l'Advocacy Project et Zivik, Sini Sanuman a participé à de nouvelles actions dont l’objectif est l’autonomisation des femmes ayant subi des violences basées sur le genre lors du conflit ou de déplacements. Deux centres ont été ouverts, l’un à Bourem, l’autre dans a commune 1 de Bamako. Des formations et activités telles que la savonnerie, la couture ou la broderie sont proposées à ces femmes, leur permettant de gagner leur vie et leur indépendance. 
En 2017, deux nouveaux centres ouvrent leurs portes : l’un à Gao, l’autre dans la commune CV du district de Bamako.  

## Méthodes et actions

### Lutte contre les mutilations génitales féminines
L’association lutte activement contre certaines pratiques culturelles délétères pour la santé des femmes et des enfants : scarification, tatouage, gavage, saignées, mariages précoces et ou forcées, le lévirat, sororat, les tabous nutritionnels, les violences physiques faites aux femmes, l’utilisation de produits dits aphrodisiaques, la dépigmentation, des pratiques humiliantes au cours de l’accouchement difficile, l’infanticide des orphelins et des enfants nés hors mariage, l’ablation de la luette, le limage des dents, les diètes excessives en vue du mariage et en particulier l’excision.

### Réduction du nombre de violences sexuelles
Selon l’Assemblée générale de l’ONU en 1993, la violence basée sur le genre est définie comme :

« tout acte de violence basée sur le genre qui résulte en, ou qui est de nature à causer du mal ou des souffrances physiques, sexuelles ou psychologiques aux femmes y compris des menaces à travers de tels actes, la coercition ou la privation arbitraire de la liberté, que ce soit dans la vie publique ou privée. »

Cette situation  est aggravée par les crises et soubresauts qui ont agité le Mali depuis 2012, en particulier la prise de contrôle de la rébellion Touareg par des Islamistes. Le non port du voile, le déplacement en deux-roues, le tabagisme, ou la baignade et toilettes dans le fleuve était passible de violences très sévères de la part des islamistes. C'est ainsi que le viol public, ou devant les familles s'est imposée comme une punition régulière sur toutes les femmes ne respectant pas ces principes, et s’est abattu sur des centaines de femmes. Enfin, des mariages forcés ont été précipités à cause de viols. 

### Autonomisation des femmes
Des formations sont dispensées aux femmes, en savonnerie, broderie et couture. Ces compétences ne nécessitent généralement que trois mois de formation. Le programme a permis de produire 34 576 barres de savon, 1 200 uniformes, 180 pièces de vêtement pour les bénéficiaires elles-mêmes, 335 carrés brodés, 708 napperons et quelques sacs et tapis. 

## Domaines d’activité

### La Gouvernance
Promouvoir les Droits Humains, et particulièrement les Droits de l'enfant et de la Femme, les principes du Processus de Résolution de Problèmes, ou les Principes fondamentaux de la Démocratie. 

### Hygiène et Santé
Propriété corporelle, assainissement, santé de la reproduction.

### Pratiques néfastes
Mariage Précoce ou forcé MGF/Excision, prostitution. 

### Économie
Gestion de projet et ressource, apprentissage des métiers, facilitation d'accès aux femmes au Microcrédit à travers la Caisse Mutuelle de l'Education et de la Culture (CAMEC). 

## Réseaux et partenaires

### Advocacy Project
Depuis 2013, The Advocacy Project (en), basé à Washington, est partenaire de Sini Sanuman. Depuis 2014, des étudiants diplômés, appelés Peace Fellow, sont envoyés à Bamako pour travailler avec SIni Sanuman pendant une durée de 7 mois. Ils participent à la gestion du projet, à la création de bulletins d’informations sur les projets d’autonomisation et de soutien psychosocial, au renforcement de l’organisation à travers des formations Excel, à la conduite de rapports, à l’obtention de financements, au démarchage de débouchés pour les productions des femmes bénéficiaires du programme ou à la communication. 

### UNICEF
Depuis 2007, l’UNICEF est partenaire de Sini Sanuman dans la lutte contre les violences faites aux femmes et aux enfants. Ce partenariat a principalement pour objet d’éduquer les femmes et les filles aux dangers pour la santé reproductive induits par mutilations génitales féminines. 
Plus récemment, en 2012-2013, l’UNICEF a financé des actions menées par Sini Sanuman pour référer les victimes de mutilations génitales féminines vers des hôpitaux et des services médicaux. En 2014-2015, la collaboration se poursuit, et ces actions s’étendent à la communauté rurale de Bourem. Des formations sont alors dispensées aux personnes influentes locales et les jeunes sur les dangers liés aux mutilations génitales féminines,  aux violences basées sur le genre. 1 353 victimes de violences basées sur le genre ont bénéficié de ce projet, 1 095 ont reçu un traitement psychologique, 257 ont reçu une assistance juridique et un traitement médical. Enfin, 110 femmes ont pu gagner leur indépendance en suivant une formation professionnelle. 

### Ifa/Zivik
Depuis 2014, Sini Sanuman est partenaire de l’Institut für Auslandsbeziehungen. Cet institut a participé au financement du programme d’autonomisation des survivantes des violences sexuelles et des déplacées au Mali pendant 6 mois, avant de renouveler le financement pendant 9 mois en 2015, puis 12 mois en 2016 et 2017. 

## Financement
L'association se finance principalement par les cotisations de ses membres, et de partenariats. Le ministère allemand des affaires étrangères, l'UNICEF, la Coopération Belge, et d'autres associations soutiennent Sini Sanuman financièrement. 